# Gilbert de Rocafort
Gilbert de Rocafort (Segle XIII - Segle XIV) fou un militar de la Companyia Catalana d'Orient.
Gilbert de Rocafort, germà de Bernat de Rocafort i el seu oncle, Dalmau de Sant Martí, van matar accidentalment en Berenguer d'Entença i de Montcada el 1306. A finals de 1308, Bernat i Gilbert foren lliurats pel consell almogàver a Tibald de Cepoy, qui els va lliurar a Robert I de Nàpols, fill de Carles I d'Anjou, que els tancà al castell d'Aversa on moriren de fam.